# Takydromus smaragdinus
Takydromus smaragdinus (Japans: アオカナヘビ, Aokanahebi) is een hagedis uit de familie echte hagedissen (Lacertidae).

## Naam en indeling
De wetenschappelijke naam van de soort werd voor het eerst voorgesteld door George Albert Boulenger in 1887. Oorspronkelijke werd de wetenschappelijke naam Tachydromus smaragdinus gebruikt. De hagedis behoort tot het geslacht van de langstaarthagedissen (Takydromus).

## Uiterlijke kenmerken
Takydromus smaragdinus heeft een lang en slank lichaam met een staart die meestal twee keer zo lang kan worden als het lichaam. De vrouwtjes van deze soort zijn groen, met een lichtgroene of gele buik. Sommige exemplaren hebben een witte streep die van onder het oog tot aan de flanken loopt. De mannetjes hebben een groene rug en bruine flanken. De poten en de staart van de mannetjes hebben eveneens een bruine kleur. De buik van de man is groen, geel of witgeel en wordt van de flank afgescheiden door een tot aan de staart doorlopende witte streep.
Het lichaam van Takydromus smaragdinus is aangepast aan het klauteren op dunne takken en grassen. Door de fijne klauwtjes met dunne vingers, de beweeglijke lange staart en het relatief kleine lichaamsgewicht is deze hagedis in staat om zich tussen de dunste twijgen te bewegen.

## Verspreiding en habitat
De hagedis komt endemisch voor in Japan en leeft alleen op de Japanse Riukiu-eilanden. De hagedis komt meer bepaald voor op de Amami-eilanden, de Okinawa-eilanden, op het eiland Kotakarajima en op Takarajima. Deze insecteneter leeft in dichte vegetatie bestaande uit struiken en lage bomen. Het is een snelle soort die actief op insecten en andere ongewervelden jaagt.

## Beschermingsstatus
Door de internationale natuurbeschermingsorganisatie IUCN is de beschermingsstatus 'gevoelig' toegewezen (Near Threatened of NT).